# Brunstad Kristne Menighed
Brunstad Kristne Menighed, også kendt som "Smiths Venner" og lokalt i Norge, som  Den Kristne Menighed,  er en frikirke som opstod tidligt i 1900-tallet i Vestfold, Norge. I dag har trossamfundet medlemmer over hele verden. Som internationalt navn har man i senere tid benyttet Brunstad Christian Church (BCC). Menigheden tror på sejr over al bevidst synd, de satser på børn og unge, og så har de deres egen TV-kanal og bibelskole i Norge.

## Historie

### Nøglepersoner
Grundlæggerne var Johan Oscar Smith (1871–1943), som var underofficer i marinen, og broderen Aksel Smith (1880–1919), som var tandlæge. Johan Oscar Smith var født i Fredrikstad, men boede senere i Horten. En anden vigtig person var Elias Aslaksen (1888–1976), som også havde sin baggrund i marinen.
Menigheden var indledningsvis en vennekreds, som samlede sig omkring de karismatiske brødre. Smith tjenestegjorde i en årrække i Kystforsvaret, noget som gav ham mulighed for at finde folk, som havde interesse for hans budskab langs hele kysten, fra Oslofjorden til Mehamn i Østfinnmark. Forsamlingen voksede meget langsomt og omkring 1950, var der omkring 1.000 medlemmer i Norge og Danmark.
Menigheden fik sit uofficielle navn efter grundlæggeren: Smiths Venner, og Johan O. Smith var aktiv i evangeliseringen. Menigheden var ikke registreret som selvstændig enhed.
Efter Johan Oscar Smiths død i 1943 blev forsamlingen ledet af Elias Aslaksen. Aslaksen blev efterfulgt af Smiths søn Aksel J. Smith og J. O. Smiths svigersøn Sigurd Bratlie (1905–1995). I løbet af denne tid fik forsamlingen international udbredelse. I løbet af 1990’erne blev mere og mere ansvar overdraget til Johan O. Smiths sønnesøn, Kåre Johan Smith (født 1944), som nu leder forsamlingen. Under hans ledelse har forsamlingen flyttet sig fra en del skikke og regler, som traditionelt har været betegnende for kristne grupperinger gennem det 20. århundrede. Det betyder, at der i dag er tale om en mere sund og liberal livsstil i foreningen.

### Udvikling af Brunstad Kristne Menighed i Danmark
I Danmark har der været medlemmer siden 1924. Den første forbindelse opstod, da en dansk sygeplejerske arbejdede i Norge, hvor hun kom i kontakt med bevægelsen. Hjemme igen kom hun i forbindelse med det yngre ægtepar Ejner og Margrethe Kristensen (Ejner Kristensen 1892-1965), der i de følgende årtier forestod den lille kreds af "venner". Da Sigurd Bratlie i 1930 flyttede til København, kom han, på det skrædderværksted hvor han arbejdede, i forbindelse med Georg Riis Pedersen. Georg Riis Pedersen kom til tro, og han overtog senere lederskabet efter Ejner Kristensen. Riis Pedersen blev en central person i menigheden i København og af stor betydning for dens lokale udvikling; han døde i 2002, 90 år gammel.
Også i Jylland, i Fredericia, Esbjerg, Holstebro, Haderslev og Aalborg opstod der menigheder. I dag er aktiviteterne dog samlet i ét større menighedscenter ved byen Feldborg nær Holstebro (ca. 300 medlemmer). I København har vennerne menighedscenter på Tårnfalkevej i Hvidovre (ca. 600 medlemmer). Vennerne i København har indtil 3. januar 2011 ejet en ejendom på Fyrvej, nær Stevns Klint. Denne er solgt til Stevns Kommune.

## Teologi

### Grundsyn
Troen på at det er muligt at besejre synden spiller en vigtig rolle i menighedens gudsdyrkelse. Altså sejr over bevidst synd. De forkynder, at Jesus blev fristet, men at han ikke gjorde synd, og at det er muligt ved tro på ham at følge hans eksempel (fodspor). Den er grundlagt på Hebræerbrevet kap 2,17 og kap 4,15. Jesu fødsel og liv, hans fristelser og sejre samt hans korsfæstelse og opstandelse står centralt i menighedens lære.
Dele af Smiths Venners grundsyn falder sammen med traditionel konservativ kristen teologi. Bibelen anses som Guds Ord i fuld forstand, en ufejlbarlig bog, som i sin helhed er inspireret (indblæst) af Gud. 

Udover Bibelen bruges en del bøger og skrifter som er skrevet af medlemmer, og eksempler på disse kan findes på www.aktivkristendom.dk Arkiveret 28. oktober 2020 hos  Wayback Machine. Den mest centrale egenpublikation er Smiths Breve, en samling af breve som grundlægger Johan O. Smith skrev til sin bror, til Elias Aslaksen og andre brødre og søstre, samt Skjulte Skatter som er et månedlig abonnementsblad udgivet på eget forlag.
Menigheden opfatter Satan og hans dæmoner som engle som gjorde oprør mod Gud. Fordi Adam syndede, blev han og hans efterkommere ufuldkomne. Gennem at efterfølge Jesus og udføre læren om helliggørelse kan man vinde fuldkommenheden tilbage helt eller delvist, afhængig af hvor langt man kommer på denne vej i sin levetid.

## Eksterne links
- bkm.dk, Info om Brunstad Kristne Menighed i Danmark.
- Aktivkristendom.dk, Brunstad Kristne Menigheds evangeliske side Arkiveret 28. oktober 2020 hos  Wayback Machine
- bcc.no, Brunstad Christian Church's officielle side
- bibliotek.dk - Bøger af Kjell Arne Bratli om Smiths Venner Arkiveret 21. januar 2022 hos  Wayback Machine
- Steinar Moe: Artikel i Dansk Teologisk Tidsskrift 3/2001 om Smiths Venner – med særligt fokus på udviklingen i DK Arkiveret 24. august 2017 hos  Wayback Machine
- Steinar Moe: Fokus på Smiths Venner